# Tutshi Lake
Der Tutshi Lake ist ein See im äußersten Nordwesten der kanadischen Provinz British Columbia. Die Grenze zum Yukon-Territorium verläuft 5 km nördlich des Sees.

## Lage
Der 5583 ha große Tutshi Lake befindet sich in den zu den Coast Mountains gehörenden Skagway Ranges auf einer Höhe von 707 m, umrahmt von mehreren 2000 m hohen Bergen. Der See liegt 30 km südlich von Carcross sowie 50 km nordöstlich von Skagway. Der langgestreckte See führt vom südlichen Seeende nach Norden und wendet sich nach etwa 13 km nach Osten. Er besitzt eine Gesamtlänge von 35 km sowie eine mittlere Breite von 1,5 km. Der Tutshi River durchquert den See und entwässert ihn an dessen östlichem Ende zum weiter östlich gelegenen Taku Arm des Tagish Lake. Der Klondike Highway von Skagway nach Carcross führt 10 km entlang dem Westufer des Sees.
Der See besitzt ein Einzugsgebiet von 989 km². Der mittlere Abfluss des Tutshi River bei Verlassen des Sees beträgt 16 m³/s.
Beim Tutshi Lake handelt es sich um ein kaltes oligotrophes Gewässer. Das Wasser ist klar mit wenig Nährstoffen und hohem Sauerstoffgehalt. Der Tutshi Lake befindet sich in einer Seenregion mit Bennett Lake, Tagish Lake und Atlin Lake in der näheren Umgebung. Der See erstreckt sich über zwei biogeoklimatische Zonen: Der südwestliche Teil befindet sich in der Boreal White and Black Spruce Zone (mit Weiß- und Schwarz-Fichte), der nordöstliche Teil in der Spruce-Willow-Birch Zone (mit Fichten, Weiden und Birken).

## Seefauna
Im See kommen u. a. folgende Fischarten vor: der Amerikanische Seesaibling, Prosopium cylindraceum, die Arktische Äsche, Catostomus catostomus und die Quappe.